# Verwaltungsgemeinschaft Bismark/Kläden
Bismark/Kläden er et tysk Verwaltungsgemeinschaft, der ligger i Landkreis Stendal i den tyske delstat Sachsen-Anhalt består af 20 kommuner.
Administrationsby er Bismark (Altmark).
Verwaltungsgemeinschaft Bismark/Kläden ligger i den vestlige del af Landkreis Stendal og grænser til Altmarkkreis Salzwedel. Området ligger i hjertet af Altmark og strækker sig fra floden Milde i vest og nord til den øvre del af floden Uchte i syd. Mod øst når området på et kort stræk til Stendal.

## Kommuner og landsbyer
- Badingen med Klinke og Neuhof
- Berkau med Wartenberg
- Byen Bismark (Altmark) med Arensberg, Döllnitz og Poritz
- Büste
- Dobberkau med Möllenbeck
- Garlipp
- Grassau med Bülitz og Grünenwulsch
- Hohenwulsch med Beesenwege, Friedrichsfleiß, Friedrichshof og Schmoor
- Holzhausen
- Käthen
- Kläden med Darnewitz
- Könnigde
- Kremkau
- Meßdorf med Biesenthal, Schönebeck og Späningen
- Querstedt med Deetz
- Schäplitz
- Schernikau med Belkau
- Schinne
- Schorstedt med Grävenitz
- Steinfeld (Altmark) med Schönfeld